# María de la Luz Uribe
María de la Luz Uribe (Santiago, 1936 - Sitges, 1994) fue una escritora y compositora chilena, que publicó una treintena de libros infantiles publicados en distintos países, además de ensayos, traducciones, obras de teatro y canciones.

## Biografía
María de la Luz Uribe nació en 1936 en Santiago, Chile. Tras egresar del Colegio de las Monjas Argentinas en la misma ciudad, estudió pedagogía parvularia en la Universidad de Chile a fines de los años cincuenta. Posteriormente profundizó sus estudios del Método Montessori en Italia, donde también trabajó en dirección e investigación teatral
De regreso a Chile se dedicó a la investigación y realizó trabajos como La comedia del arte y el ensayo Cesare Pavese, publicados ambos por Editorial Universitaria en 1961 y 1966, respectivamente. También colaboró con el Premio Nobel de Literatura Pablo Neruda en la traducción al español de Romeo y Julieta, publicado en 1964.
Su inicio en el mundo de la literatura infantil comenzó años después, tras su encuentro con el ilustrador Fernando Krahn, con quien se casó, tuvo tres hijos y formó una dupla creativa hasta su muerte.
En los años 60 María de la Luz Uribe y Fernando Krahn vivieron en Nueva York antes de regresar brevemente a Chile, donde Uribe escribió la letra del disco Tolín, tolín, tolán de Charo Cofré en 1972 y publicó el clásico Doña Piñones al año siguiente bajo la Editora Nacional Quimantú. Días antes del golpe de Estado en Chile de 1973 se autoexiliaron y se instalaron en Sitges, España, donde siguió desarrollando su carrera como escritora, incluyendo libros como Cuenta que te cuento en 1989.
María de la Luz Uribe murió de cáncer en 1994 y sus cenizas fueron devueltas para descansar en Chile. En 2011 la directora Tate Arnau i Vinyals presentó en España “Aunque no sea cierto”, un documental sobre la obra oculta de la escritora.

## Obras destacadas
- Doña Piñones (1973, Quimantú)
- La señorita Amelia (1983)
- Cuenta que te cuento (1979)[1]
- Cuentecillos con mote (1990)
- Historia del uno (2015, póstumo)

## Reconocimientos
- 1982 Premio Apel.les Mestres de Literatura Infantil Ilustrada[4]
- 1986 Premio Austral de la Literatura Infantil